# Solomon Young
Solomon Young (Sacramento, 22 aprile 1998) è un cestista statunitense.

## Carriera
Dopo aver trascorso la carriera universitaria con gli Iowa State Cyclones, il 16 giugno 2021 firma il primo contratto professionistico con il Lovanio Bears. Il 22 agosto 2022 firma un bimestrale con opzione fino al termine della stagione con il Bamberger. Il 20 luglio 2023 firma per la Pallacanestro Cantù.